# Гіро Файнс-Тіффін
Хіро Бореґар Фолкнер Файнс-Тіффін (англ. Hero Beauregard Faulkner Fiennes-Tiffin; нар. 6 листопада 1997, Лондон, Англія) — англійський актор та модель, найбільш відомий завдяки ролі 11-річного Тома Реддла, майбутнього Лорда Волдеморта, роль якого виконав його дядько, Рейф Файнс, у фільмі «Гаррі Поттер і Принц-напівкровка» та ролі Хардіна Скотта у фільмах «Після» та «Після сварки»

## Життєпис та кар'єра
Хіро Бореґар Фолкнер Файнс-Тіффін народився 6 листопада 1997 року в родині режисерів Джорджа Тіффіна та Марти Файнс (яка у 1999 році зняла «Онєгіна»). Хіро — племінник акторів Рейфа Файнса та Джозефа Файнса.
У нього є брат Титан Файнс-Тіффін (нар. 1995) і сестра Мерсі Файнс-Тіффін (нар. 2001). Хіро навчався в школі Emanuel School, яку в свій час також відвідували такі відомі особи, як Навін Ендрюс та Річард Маркуанд.
На екрані Хіро вперше з'явився у ролі Спартака в картині «Більше Бена» (2008).
Хіро отримав роль у фільмі «Гаррі Поттер і Принц-напівкровка», обійшовши тисячі молодих акторів. Багато хто думав, що роль дісталася Хіро внаслідок його спорідненості з Рейфом Файнсом, що зіграв дорослого Лорда Волдеморта. Однак Девід Єйтс, режисер фільму, розвіяв ці чутки. Девід сказав, що роль дісталася Хіро за його «вміння показати темні сторони людської натури», «цілеспрямованість та дисциплінованість», а спорідненість з Файнсом лише доповнила портрет «ідеального Тома Реддла».
Хіро виконав головну чоловічу роль у мелодрамі «Після», заснованій на світовому бестселері Анни Тодд.

## Фільмографія

### Фільми
| Рік  |   | Українська назва                     | Оригінальна назва                      | Роль                |
| ---- | - | ------------------------------------ | -------------------------------------- | ------------------- |
| 2008 | ф | Більше, ніж Бен                      | Bigga than Ben                         | Спартак             |
| 2009 | ф | Гаррі Поттер і Принц-напівкровка     | Harry Potter and the Half-Blood Prince | 11-річний Том Реддл |
| 2012 | ф | Рядовий Пісфул                       | Private Peaceful                       | юний Чарлі          |
| 2019 | ф | Після                                | After                                  | Хардін Скотт        |
| 2020 | ф | Безшумний                            | The Silencing                          | Брукс Густафсон     |
| 2020 | ф | Після сварки                         | After We Collided                      | Хардін Скотт        |
| 2021 | ф | Після падіння                        | After We Fell                          | Хардін Скотт        |
| 2022 | ф | Після. Довго і щасливо               | After Ever Happy                       | Хардін Скотт        |
| 2022 | ф | Королева-воїн                        | The Woman King                         | Санто Феррейра      |
| 2022 | ф | Перше кохання                        | First Love                             | Джим Олбрайт        |
| 2023 | ф | Після. Назавжди                      | After Everything                       | Хардін Скотт        |
| 2024 | ф | Міністерство неджентльменської війни | The Ministry of Ungentlemanly Warfare  | Генрі Гаєс          |
| 2025 | ф | Уявіть це                            | Picture This                           | Чарлі               |

### Серіали
| Рік  |   | Українська назва | Оригінальна назва | Роль                    |
| ---- | - | ---------------- | ----------------- | ----------------------- |
| 2018 | с | Безпека          | Safe              | Іан Фуллер (5 епізодів) |
| 2018 | с | Тунель           | The Tunnel        | Лео (епізод "3.5")      |
| 2019 | с | Очищення         | Cleaning Up       | Джейк (5 епізодів)      |
|      | с | Юний Шерлок      | Young Sherlock    | Шерлок Холмс            |

## Премії та номінації
| Рік  | Нагорода                 | Категорія                      | Фільм | Результат |
| ---- | ------------------------ | ------------------------------ | ----- | --------- |
| 2019 | Teen Choice Awards       | Найкращий актор у фільмі-драмі | Після | Перемога  |
| 2019 | Іскійський кінофестиваль | Висхідна зірка                 | Після | Перемога  |